# Seient inclinable

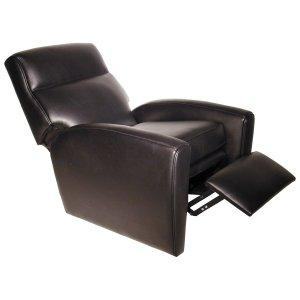
Seient reclinable

Un seient inclinable és una butaca o sofà que es pot inclinar quan l'ocupant baixa el respatller i aixeca la part frontal. Té un respatller que pot inclinar-se cap enrere i amb freqüència un reposapeus, que pot ser estès per mitjà d'una palanca en el lateral, o pot estendre's automàticament quan es reclini l'esquena.
La butaca reclinable també es coneix com a butaca de relax.
Els reclinables moderns sovint compten amb un reposacaps ajustable, suport lumbar i un reposapeus independent, que s'ajusta amb el pes i l'angle de les cames de l'usuari, per tal de maximitzar el confort. També estan disponibles reclinables que estan adaptats per a persones discapacitades.